# Iva Zupančič
Iva Zupančič ( Šmaver, 23. siječnja 1931.), slovenska kazališna i filmska glumica.
Iva Zupančič je višegodišnja članica ansabla Drame ljubljanskog SNG. Karijeru je počela u MGL-u. Studirala je u Parizu, Londonu, Ljubljani i Moskvi. 1960. godine diplomirala je na AGRFT, a poslijediplomski je studij dramske igre po metodi Stanislavskega pohađala sljedeće sezone na Državnom institutu za kazališnu umjetnost (GITIS) u Moskvi. Odigrala je preko 140 uloga. Godine 1968. dobila je nagradu Prešernove zaklade za ulogu Ruth (H. Pinter, Vrnitev), 1971. Borštnikovu diplomu za ulogu Elize Doolittle (G. B. Shaw, Pygmalion), 1985. zlatni lovorov vijenac (MES) u Sarajevu za Markizu de Merteuil (E. Müller, Kvartet). Godine 1997. dobila je Borštnikov prsten. Bila je supruga slovenskog pjesnika Boruta Kardelja. 

## Filmovi
- Študent Andrej in soba (1973.)
- Vivere (1997.)
- Jara gospoda (1953.)
- Tri četrtine sonca (1959.)
- X-25 javlja (1960.)
- Veselica (1960.)
- Naš avto (1962.)
- Cvetje v jeseni (1973.)
- To so gadi (1977.)
- Krč (1979.)
- Iskanja (1979.)
- Pustota (1982.)
- Dediščina (1984.)
- Sladke sanje (2001.)
- Interieri (2005.)
- Quick View - Toplo-hladno (2005.)
- L ... kot ljubezen (2007.)

## Vanjske poveznice
- Iva Zupančič  Arhivirana inačica izvorne stranice od 19. veljače 2021. (Wayback Machine). Slovenski biografski leksikon 1925–1991. Elektronska izdaja. Ljubljana: SAZU, 2009.